# 18803 Hillaryoas
18803 Hillaryoas è un asteroide della fascia principale. Scoperto nel 1999, presenta un'orbita caratterizzata da un semiasse maggiore pari a 2,2823507 UA e da un'eccentricità di 0,1312217, inclinata di 6,04891° rispetto all'eclittica.